# 琴平花壇
琴平花壇（ことひらかだん）は香川県琴平町の金刀比羅宮門前町にある温泉旅館。創業は江戸時代初頭の寛永4年（1627年）。株式会社 花壇が運営する。

## 概要
金倉川に架かる鞘橋の正面、琴平山麓の斜面地に位置する。
ユニークな旅館名は近代以前より金刀比羅宮参拝のための宿として広く知られ、皇族、華族をはじめ、森鷗外、北原白秋、与謝野晶子ら著名な文人も宿帳に名を残している。
近年のホテルニューアワジ（本社洲本市）の資本参加を経て、2008年に大規模なリニューアルが実施され、それにより本棟は現代的な施設・デザインとなった。一方の当旅館の象徴とされる数寄屋造の離れ3棟と日本庭園は残されている。
なお、明石の人丸花壇（1950年創業）および箱根の強羅花壇（1952年創業）と資本関係は無い。

## 施設
- 松月テラス
  - 3階 - 客室（ツインルーム2室／バリアフリーツイン1室／トリプルルーム1室）、ガーデンラウンジ（バー／ライブラリー／マッサージチェア／デスクトップPC／無線LAN）、貸切展望露天風呂”なごみ湯”
  - 2階 - メインダイニング”けやき”、宴会場（天女／羽衣）
  - 1階 - フロント、デッキテラス付ロビー、お土産処、レクリエーションブース（カラオケルーム／卓球／マージャン）
- 離れ
  - 客室 - 長生殿／延寿閣／泉亭
  - スパ - タイ古式マッサージ”ASHIYAバンクンメイ”
  - 日本庭園
- 富士見台 
  - 6階 - 客室（和洋特別室1室／和室8室）
  - 5階 - 客室（和洋特別室1室／和室8室）
  - 4階 - 客室（露天風呂付和洋特別室1室／露天風呂付和室4室／露天風呂付ツイン3室）
  - 3階 - こんぴら温泉”吉祥の湯”（展望露天風呂／展望内風呂／湯上りラウンジ＆ギャラリー）
- 山翠閣
  - 2階 - 客室（和洋室1室／和室5室）
  - 1階 - 客室（和室5室）
  - 宴会場（万葉／王朝／寿光）
- 回遊式日本庭園

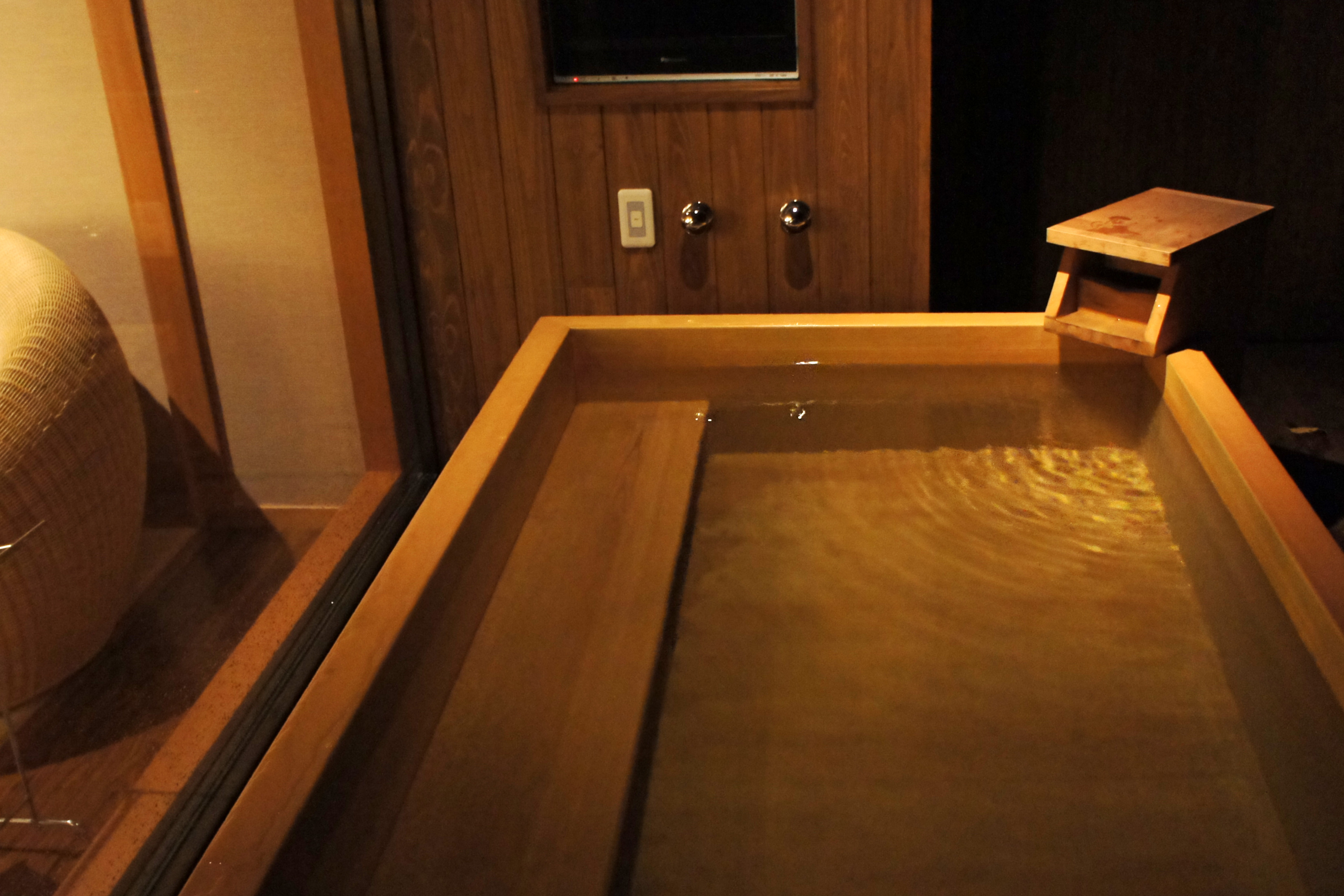
客室付きの露天風呂
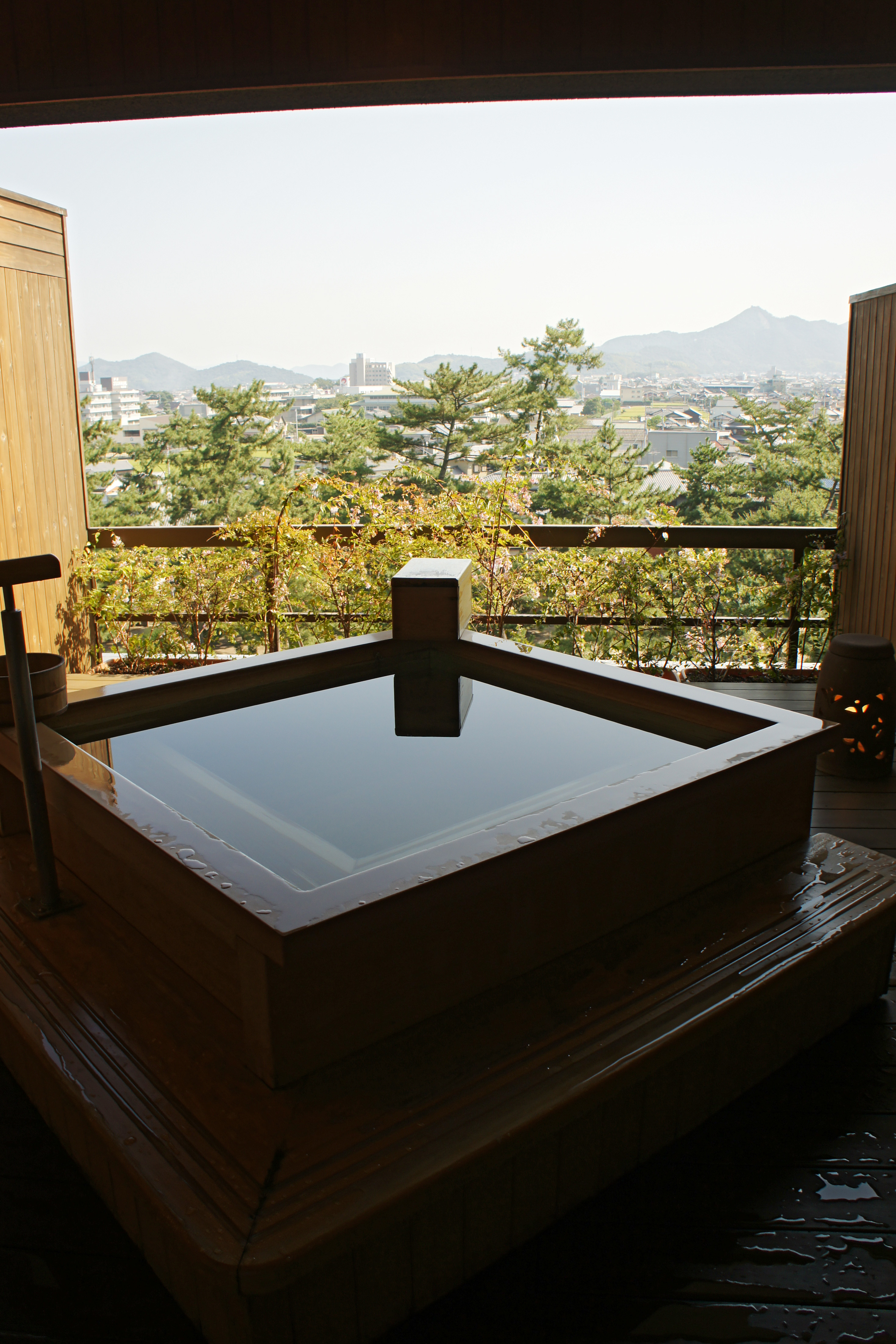
貸切展望露天風呂
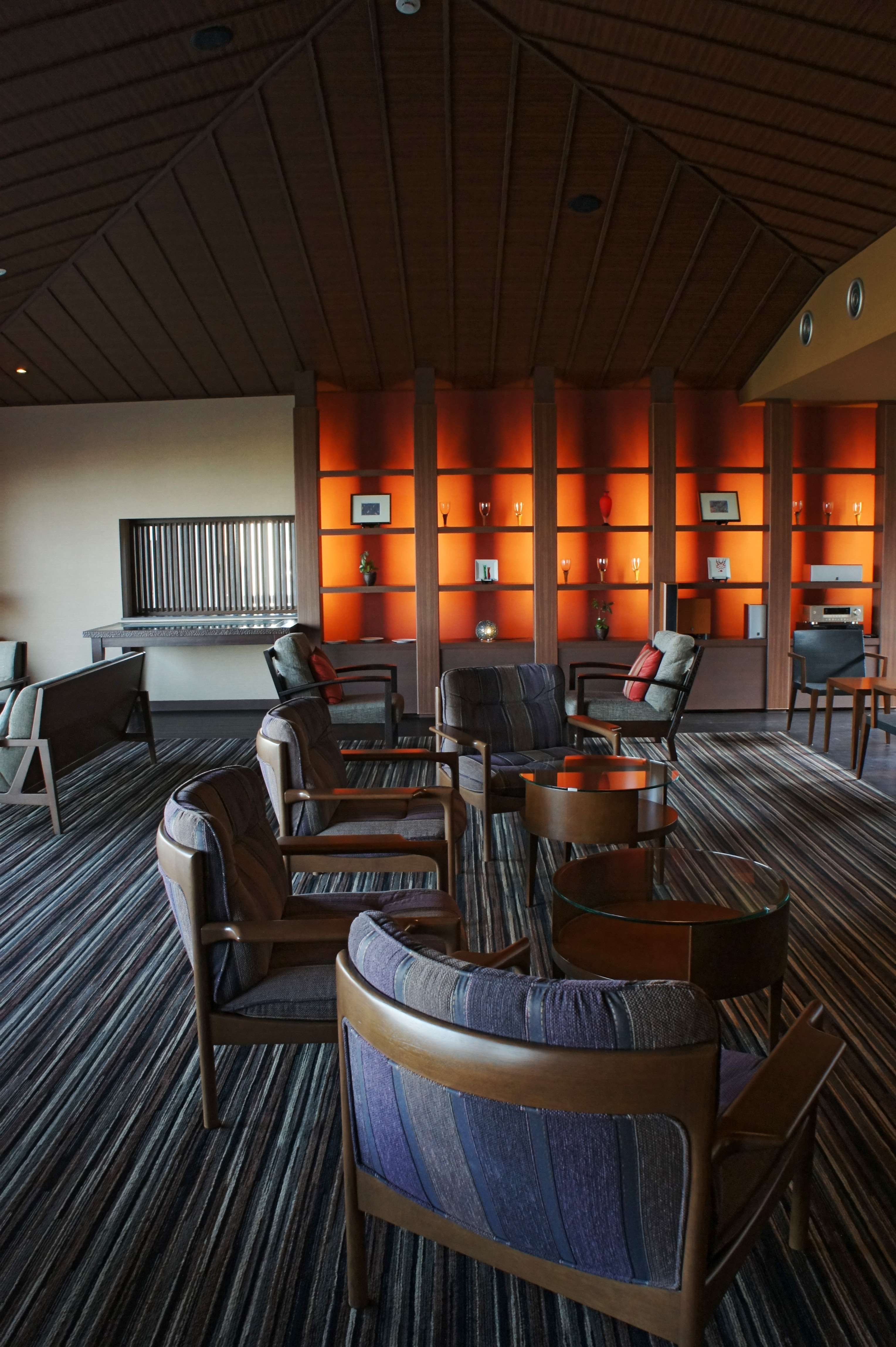
ガーデンラウンジ
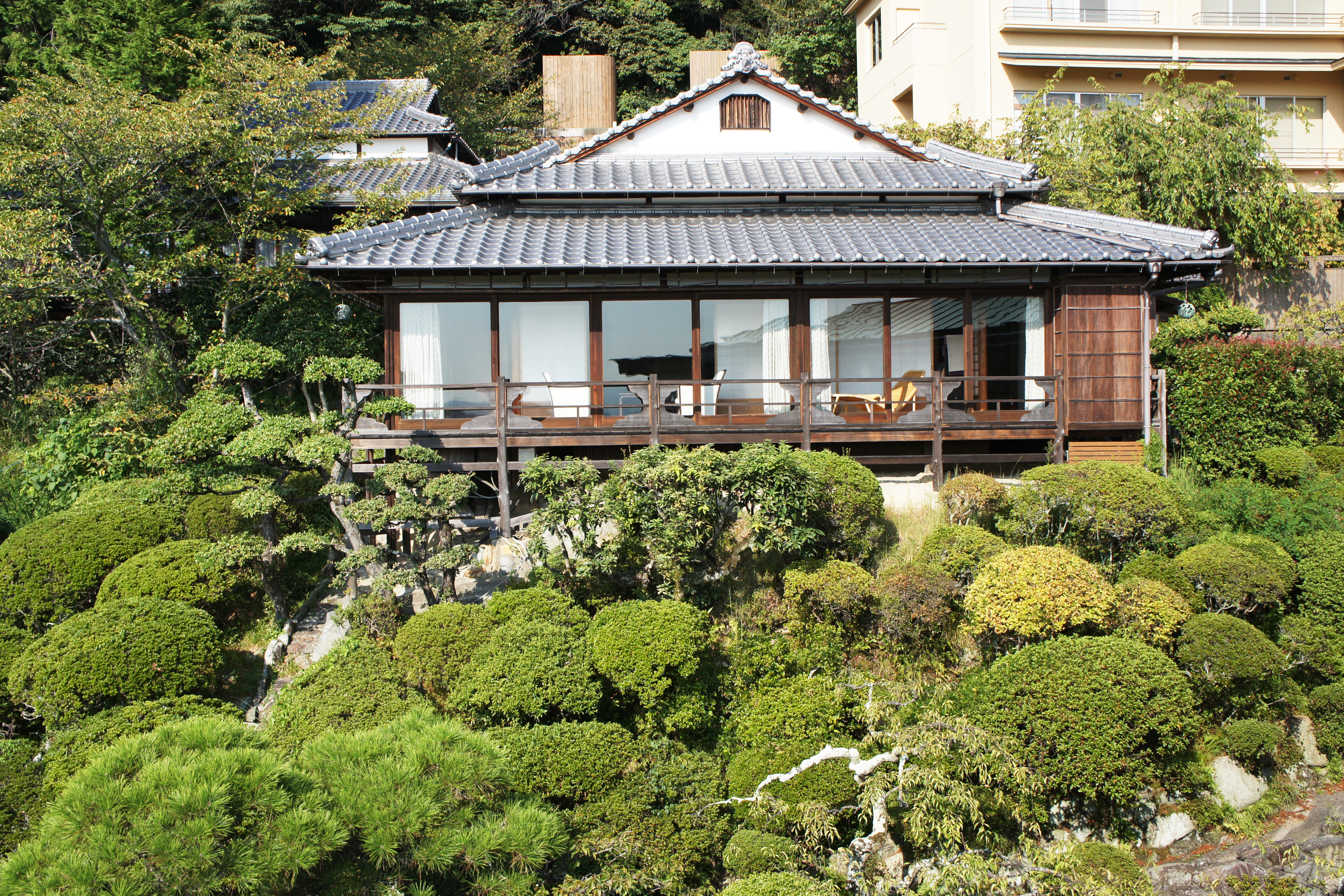
数奇屋造りの離れ「延寿閣」

## 周辺
- 琴平公園（隣接）
- 旧金毘羅大芝居